# شهرك مدرس (مقاطعة بوئين زهرا)
شهرك مدرس (بالفارسية: شهرک مدرس) هي قرية تقع في إيران في قسم قلعة هاشم الريفي. يقدر عدد سكانها بـ 2,560 نسمة .